# Pleuronectes
Pleuronectes es un género de peces pleuronectiformes de la familia Pleuronectidae.

## Especies
Se reconocen las siguientes especies:
- Pleuronectes glacialis
- Pleuronectes pinnifasciatus
- Pleuronectes platessa
- Pleuronectes putnami
- Pleuronectes quadrituberculatus